# كيم دونغ-تشان
كيم دونغ-تشان (هانغل: 김동찬) هو لاعب كرة قدم كوري جنوبي في مركز الهجوم، ولد في 19 ديسمبر 1981 في كوريا الجنوبية. لعب مع فريق كوريو اليابان المتحدين وميتو هوليهوك.

## وصلات خارجية
- كيم دونغ-تشان على موقع رابطة كرة القدم اليابانية للمحترفين (اليابانية)
- كيم دونغ-تشان على موقع قاعدة بيانات كرة القدم.إي يو (الإنجليزية)
- كيم دونغ-تشان على موقع Soccerway.com (الإنجليزية)